# Tony Dorigo
Anthony Robert „Tony“ Dorigo (* 31. Dezember 1965 in Melbourne) ist ein ehemaliger englischer Fußballspieler mit australischen Wurzeln.

## Leben und Karriere
Der gebürtige Australier begann seine Karriere 1983 bei Aston Villa. Dorigo spielte auf der Position des linken Verteidigers. 1987 kam er für 475.000 Pfund zum FC Chelsea. In seiner ersten Saison für die Blues wurde er von den Fans als bester Spieler des Teams ausgezeichnet. Nach einigen Streitigkeiten wurde der Engländer 1991 aus dem Kader der Londoner geworfen und wechselte für die Ablösesumme von 1,3 Millionen Pfund zu Leeds United, denen er sechs Jahre die Treue hielt. Nach einem Jahr in Italien beim Torino Calcio spielte er noch zwei Saisons bei Derby County und eine Saison bei Stoke City. International spielte er 15 Mal für die englische Fußballnationalmannschaft, sein Debüt gab er 1989 gegen die jugoslawische Fußballnationalmannschaft. Er nahm an der Fußball-Europameisterschaft 1988 in Deutschland teil. Ohne einen einzigen Einsatz schied er mit dem Team in der Gruppenphase aus. Weiters war er im erfolgreichen WM-Kader der Engländer 1990 in Italien, welche Vierter wurden. Dorigo wurde im Spiel um Platz drei gegen Italien eingesetzt. Heute ist er Analytiker beim englischen TV-Sender Bravo und besitzt ein Lifestyle-Management-Unternehmen mit dem Namen: "The 1 Club".

## Erfolge
- Teilnahme an der Fußball-EM 1988 in Deutschland
- Teilnahme an der Fußball-WM 1990 in Italien
- Teilnahme an der Fußball-EM 1992 in Schweden
- 1 × englischer Meister mit Leeds United 1992
- 1 × Sieger bei der FA Charity Shield mit Leeds United 1992
- 1 × Gewinner des Full Members Cup mit dem FC Chelsea 1990